# یک راجا و رانی
یک راجا و رانی (به هندی: Ekka Raja Rani) فیلمی محصول سال ۱۹۹۴ و به کارگردانی افضل احمد خان است. در این فیلم بازیگرانی همچون گوویندا، وینود کانا، پارش راوال، عایشا جولکا، آشوینی بیهیو، تینو آناند، جانی لور، مشتاق خان ایفای نقش کرده‌اند.